# Liriomyza khekhtsirica
Liriomyza khekhtsirica är en tvåvingeart som beskrevs av Zlobin 2002. Liriomyza khekhtsirica ingår i släktet Liriomyza och familjen minerarflugor. Inga underarter finns listade i Catalogue of Life.